# Шем-Тов, Виктор
Виктор Шем-Тов (ивр. ויקטור שם-טוב‎; 1 февраля 1915 года, Самоков, Третье Болгарское царство — 7 марта 2014 года, Израиль) — израильский государственный деятель, министр здравоохранения Израиля (1970—1977).

## Биография
Видный израильский политик болгарского происхождения, названный «истинным трибуном и вождём евреев из Болгарии».
В 1939 г. прибыл в Палестину как макабист. Являлся офицером Хаганы и участником войны за независимость (оборона осаждённого Иерусалима — 1948).
Вскоре после переезда в Иерусалим он стал заниматься общественной деятельностью и был избран депутатом городского совета от партии МАПАМ. В 1961 г. был избран в Кнессет по списку этой же партии. Оставался депутатом до 1969 г. Член внутреннего кабинета Голды Меир вместе с Моше Даяном во время Войны Судного дня (1973).
- 1969—1970 гг. — министр без портфеля,
- 1970—1977 гг. — министр здравоохранения; на посту министра фактически создал современную систему здравоохранения и больничную базу государства, когда реализовал план, по которому построены 10 больниц с 5000 коек, доступные всем гражданам — и евреям, и арабам, вне зависимости от их финансовых возможностей.
- июнь-октябрь 1974 г. — одновременно министр социального обеспечения Израиля.

Являлся сторонником гарантированных прав палестинских арабов, мира с ними и создания палестинского государства, существующего вместе с Израилем. Остро критиковал правительство Голды Меир за провальное начало Войны Судного дня, выступал против Первой Ливанской войны. За это подвергался яростным атакам крайне-правых и ультрарелигиозных еврейских групп вместе с Ицхаком Рабином, чьё вероятное убийство Шем-Тов предсказал еще в 1991 г.
В 1981 г. снова был избран в Кнессет, 1988 г. заявил об уходе из политики.
С 1994 г. работает названный в честь него «Клуб ветеранов „Виктор Шем-Иов“», созданный активистами движения «Ѓа-Шомер ха-Цаир — Болгария» в Тель-Авиве — Яфо.